# Ed Allen
Pour les articles homonymes, voir Edward Allen et Allen.
Ed Allen (Edward Clifton Allen) est un cornettiste et trompettiste de jazz américain, né à Nashville (Tennessee) le 15 décembre 1897 et mort à New York le 28 janvier 1974

## Biographie
À l'âge de 10 ans, Ed Allen étudie le piano avant d'apprendre le cornet.  Il travaille d'abord comme routier, avant de devenir, en 1916, musicien professionnel à Saint Louis. On le retrouve à Seattle dans l'orchestre du pianiste Ralph Stevenson. Il travaille ensuite sur les « riverboats » du Mississippi. En 1922, il dirige d'ailleurs son propre orchestre, le « Whispering Gold Band  », sur un de ces bateaux.
En 1924, il est à Chicago dans l'orchestre d'Earl Hines. De 1925 à 1927, il est membre de l'orchestre de Jo Jordan qui accompagne le spectacle « Ed Daily's Black and White Show ». En parallèle, il participe à des enregistrements de Willie « The Lion » Smith et de Clarence Williams. À la fin des années 1920, il fait partie du « LeRoy Tibbs Orchestra  ». On peut l'entendre, à la même époque, sur des enregistrements de Bessie Smith ou King Oliver
À partir des années 1930 et jusqu'au début des années 1960, il dirige son propre orchestre qui joue surtout de la musique de danse dans les « ballrooms » de New York. Au milieu des années 1950, à l'occasion d'une tournée en Angleterre, il enregistre cependant de nouveau du jazz avec la formation du tromboniste Chris Barber. À partir de l'année 1963, ses apparitions deviennent sporadiques en raison de sa santé précaire.